# 中村明 (生物学者)
中村 明（なかむら あきら、1930年8月13日 - 2020年2月15日）は、日本の生物学者（細胞遺伝学）。静岡県立大学名誉教授。
静岡県立浜松北高等学校、静岡女子短期大学での勤務を経て、静岡県立大学短期大学部教授などを歴任した。

## 概要
細胞遺伝学を専攻する生物学者である。ニホンウズラの系統に関する研究で知られている。静岡県立浜松北高等学校、静岡女子短期大学、静岡県立大学短期大学部で教鞭を執っていた。

## 来歴

### 生い立ち
1930年8月13日に生まれ、静岡県立浜松第一中学校に進学した。
1963年4月より、母校である静岡県立浜松第一中学校の流れをくむ静岡県立浜松北高等学校にて教鞭を執った。教科は理科を担当しており、部活動では軽音楽部や生物部の顧問を務めた。なお、静岡県立浜松北高等学校には1972年3月まで奉職した。

### 研究者として
1971年9月、静岡女子短期大学に転じ、常勤の教員となった。なお、静岡女子短期大学での活動が本務となったため、今まで勤務していた静岡県立浜松北高等学校の方は非常勤の教員として兼任することとなった。そのほか、静岡大学、浜松短期大学、国際工学院専門学校などでも、講師を非常勤で兼任していた。
のちに静岡女子短期大学が静岡薬科大学、静岡女子大学と統合され、静岡県立大学が発足すると、その短期大学部にて教授などを務めた。1991年にソビエト連邦からエストニアが独立すると、その2年後にエストニアに留学した。なお、エストニアにとって、中村がアジア人初の留学生だったという。その後、静岡県立大学を退職し、名誉教授の称号が贈られた。
2020年2月15日に死去した。

## 研究
専門は生物学であり、特に細胞遺伝学や実験動物の開発といった分野の研究に従事した。特にニホンウズラについての研究で知られている。ニホンウズラは日本人によって家畜化された唯一の動物とされており、日本が独自性を発揮できる生物資源とされているが、公的機関によるコレクションも確立されておらず、標準系統も未だに曖昧な状態であった。中村は遺伝学の研究のため、静岡女子短期大学に勤務している際に、長年にわたってニホンウズラの系統の収集、維持に努めてきた。この成果はのちに静岡大学農学部に引き継がれており、系統が生体で維持、保管されている。
学術団体としては、日本動物学会、日本遺伝学会、日本実験動物学会、日本生物物理学会、日本家禽学会、などに参加していた。

## 人物
自身の生年月日について、数字の並びがフィボナッチ数列になっていると述べている。フィボナッチ数列は生命現象に密接なかかわりがあると指摘したうえで、「生命現象と数の不思議が、これとは全く別格の僕の生年月日と同一であったとは。偶然の不思議」と述べている。

## 略歴
- 1930年 - 誕生[2]。
- 1963年 - 静岡県立浜松北高等学校勤務[1]。
- 1971年 - 静岡女子短期大学勤務[1]。
- 2020年 - 死去[3]。

## 賞歴
- 1965年 - 下中教育奨励賞[1]。
- 1965年 - 斎藤賞[1]。

## 著作

### 主要な論文
- 中村明ほか稿「伴性白ウズラについて――予」『静岡女子短期大学研究紀要』20号、静岡女子短期大学、1974年3月、69-71頁。ISSN 02873001
- 中村明稿「ウズラの優性白斑遺伝子と赤褐色遺伝子」『静岡女子短期大学研究紀要』21号、静岡女子短期大学、1975年3月、103-107頁。ISSN 02873001
- 中村明・金子智子稿「ウズラの白斑形質に対する黒色羽毛遺伝子の作用について」『静岡女子短期大学研究紀要』22号、静岡女子短期大学、1976年3月、35-39頁。ISSN 02873001
- 中村明・金子智子稿「ウズラ（Coturnix coturnix japonica）の淡色羽毛形質について」『静岡女子短期大学研究紀要』24号、静岡女子短期大学、1977年、47-50頁。ISSN 02873001
- 中村明・金子智子稿「クマネズミの実験動物化に関する基礎的研究1」『静岡女子短期大学研究紀要』25号、静岡女子短期大学、1977年、59-65頁。ISSN 02873001
- 西村顕治ほか稿「ニワトリ中枢リンパ組織のガングリオシドの品種差」『動物学雑誌』89巻4号、東京動物學會、1980年、506頁。ISSN 00445118
- 中村明・金子智子稿「ウズラの羽装色斑の遺伝について」『動物学雑誌』91巻4号、東京動物學會、1982年、615頁。ISSN 00445118
- 中村明・金子智子稿「実験動物の保存――ウズラの突然変異遺伝子並びに、系統の保存」『静岡女子短期大学研究紀要』30号、静岡女子短期大学、1982年、69-72頁。ISSN 02873001
- 中村明・金子智子稿「ウズラ白卵形質の利用について」『研究紀要』6号、静岡県立大学短期大学部、1992年、85-89頁。ISSN 09147810
- 中村明・金子智子稿「実験動物の保存」『研究紀要』7号、静岡県立大学短期大学部、1993年、97-100頁。ISSN 09147810
- 佐野晶子ほか稿「研究用ウズラ集団間の遺伝的分化」『日本家禽学会誌』32巻3号、日本万国家禽学会、1995年5月25日、177-183頁。ISSN 00290254
- 丹羽透ほか稿「GDRDA法によるウズラBh遺伝子座に連鎖したRFLPマーカーの単離」『日本動物学会大会予稿集』71巻、日本動物学会、2000年9月、68頁。
- Toru Niwa, et al., "Isolation of a Genetic Marker Linked to the Bh Gene by Genetically Directed Representational Difference Analysis of Closed Colony Japanese Quails.", Zoological Science, Vol.18, No.1, Zoological Society of Japan, January 20, 2001, pp.37-41. ISSN 0289-0003
- 丹羽透ほか稿「ウズラ・アグーチ遺伝子の同定と発生過程における発現パターンの解析」『日本発生生物学会大会発表要旨集』36巻、日本発生生物学会大会準備委員会、2003年、128頁。